# Anta de Paredes
Die Anta de Paredes, auch Anta da Herdade das Paredes genannt, ist eine Megalithanlage etwa 1,5 km nördlich des Monte da Herdade de Paredes, in der Gemeinde (portugiesisch Freguesia) Nossa Senhora da Graça do Divor im Kreis (portugiesisch Concelho) Évora, Distrikt Évora im zentralen Alentejo.
Anta, Mámoa, Dolmen, Orca und Lapa sind die in Portugal geläufigen Bezeichnungen für die ungefähr 5000 Megalithanlagen, die während des Neolithikums im Westen der Iberischen Halbinsel von den Nachfolgern der Cardial- oder Impressokultur errichtet wurden.

## Denkmalpflege
Die Anlage wurde 1878 vom Marquis de Nadaillac in der Zeitschrift La Nature beschrieben und zeichnerisch dokumentiert. Weitere Beschreibungen folgen 1898 durch José de Leite de Vasconcellos und 1949 durch Georg Leisner. Eine archäologische Untersuchung der Fundstelle steht bisher noch aus.
Das Megalithgrab wurde 1910 als Monumento Nacional eingetragen und geschützt und liegt in einem heute landwirtschaftlich genutzten Gebiet.

## Befund

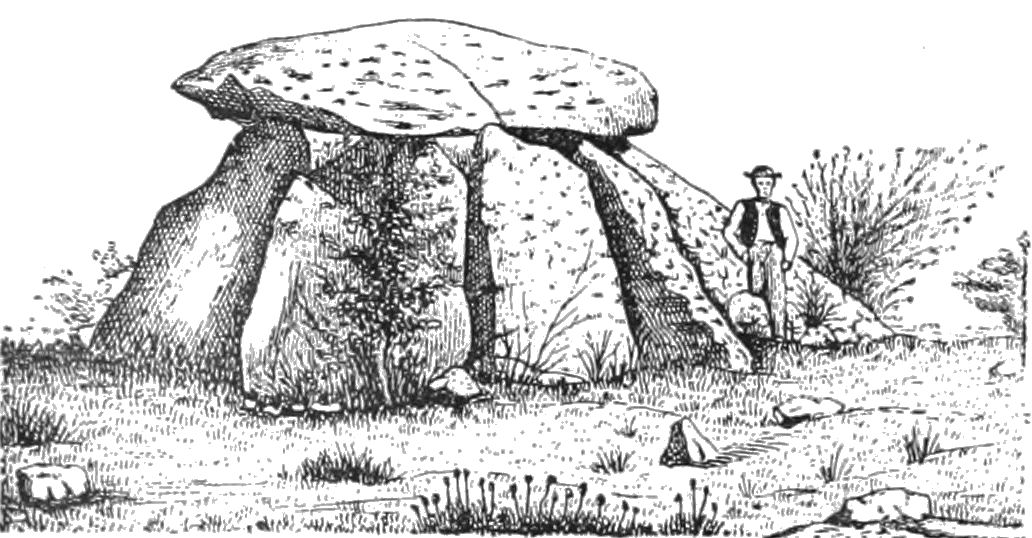
Anta de Paredes (1887)

Der Fundort liegt auf einer Hochebene in leichter Hanglage zum Lauf der Ribeira de Paredes, etwa 340 m nordöstlich der ebenfalls als Monumento Nacional eingetragenen Anta de Silvadas. Beide Anten bilden zusammen mit drei weiteren Anten in unmittelbarer Nähe – Anta da Herdade do Silval 2–4 – eine kleine Gräbergruppe.
Die polygonale Grabkammer mit einem Durchmesser von etwa 3 m und einer Höhe von ungefähr 2 m wird durch sieben Tragsteine (Orthostaten) aus Granit gebildet und ist mit einem Deckstein geschlossen. Der zur Grabkammer führende Korridor ist auf 3,5 m Länge erhalten und ist ca. 1,5 m breit und hoch. Erhalten sind noch zwei stark fragmentierte Tragsteine sowie zwei Deckplatten des Ganges. Die der Grabkammer am nächsten liegende Deckplatte ist mit 31 Grübchen verziert.

Die ehemalige Überhügelung (Mámoa) des Grabes ist teilweise noch erkennbar; ihr Durchmesser liegt bei etwa 9 m und ist noch ca. 0,5 m hoch erhalten.
Die Anta gehört zur Gruppe der Megalithen vom Typ Eborense (portugiesisch „típico do megalitismo do aro eborense“ oder „universo megalítico eborense“), als deren Prototyp die Anta Grande da Comenda da Igreja in Montemor-o-Novo gesehen wird. Aufgrund typologischer Parallelen wird die Anlage an das Ende des 4. Jahrtausends bis zur Mitte des 3. Jahrtausends v. Chr. datiert.

## Funde
Aufgrund der noch ausstehenden archäologischen Untersuchung des Denkmals sind bisher keine Funde bekannt geworden.